# Церковь Рождества Богородицы на Джипуре
Церковь Рождества Богородицы на Джипуре (серб. Црква на Ћипуру) — храм Черногорско-Приморской митрополии Сербской православной церкви, расположенный в Джипуре, Цетине, на месте разрушенного монастыря Черноевичей.

## История
На месте современного храма в XV веке был основан Цетинский монастырь с церковью Рождества Богородицы, полностью разрушенный оттоманами в 1692 году. В 1701—1704 годах митрополит Данило возродил монастырь, перенеся его немного в сторону.
В 1886 году на том месте, где располагалась прежняя церковь Рождества Пресвятой Богородицы, князем Черногории Николой I была воздвигнута современная церковь.
В церкви находятся гробницы короля Николы I и его жены Милены.